# 2010-ті у відеоіграх
Початок десятиліття позначився випуском таких успішних ігор як Mass Effect 2, S.T.A.L.K.E.R.: Поклик Прип'яті, BioShock 2, Heavy Rain, Assassin's Creed II, Metro 2033, The Settlers 7: Paths to a Kingdom, Red Dead Redemption, Call of Duty: Black Ops, Gran Turismo 5, Plants vs. Zombies і Mafia II, Dead Space 2, Crysis 2, Portal 2, Battlefield 3, Uncharted 3: Drake's Deception, Call of Duty: Modern Warfare 3, Minecraft і Need for Speed: The Run.
У 2010-х роках стартувало восьме покоління ігрових консолей. На виставці Е3 2011 року Nintendo презентувало Wii U, наступника Wii. Консоль була випущена в Північній Америці, Європі, Австралії та Новій Зеландії в листопаді 2012 року, а в Японії в наступному місяці. Відгуки критиків були змішаними. Компанія Microsoft теж вирішила продовжити восьме покоління. 21 травня 2013 року, за кілька тижнів до E3 2013, Microsoft показала свою нову консоль — Xbox One. Компанія Sony також представила свою консоль нового — PlayStation 4. Також серед ігрових платформ з'явилась конкуренція з приходом ігор на планшетах та смартфонах, на яких, переважно у 2014 році, з'явилося багато хітів 2000-х років. У 2012-2013 роках з'явилося кілька ігор, які стали найпопулярнішими в світі: Grand Theft Auto V, Counter-Strike: Global Offensive і Dota 2.
Також у цьому десятилітті з'явилися загальнодоступні шоломи віртуальної реальності. З 2016 року для цих пристроїв стала виходити велика кількість відеоігор.
Впродовж десятиліття мобільні платформи стали повноцінними платформами для відеоігор. Хоча багато з таких інтерактивних творів завойовували популярність, вони довго не досягали рівня ігор для ПК й консолей. Проте 2016 року відбувся реліз Pokémon Go, що стала світовим культурним феноменом. Число установок тільки в Google Play за кілька місяців по виходу склало більше 10 млн. За даними компанії Sensor Tower, на кінець тижня після випуску середній час щоденного використання Pokémon Go становив понад 33 хвилини. Це більше, ніж щоденне середнє користування Facebook (22 хвилини в день), Snapchat (18 хвилин) і Twitter (17 хвилин). Щоправда, рекорд все ж утримували інші ігри: Candy Crush Saga і Game of War.

## Головні події

### Технології
- У Північній Америці, Європі та деяких країнах Азії був запущений PlayStation Move.
- Проект Xbox Live для оригінальної платформи Xbox припинений.
- У 2012 Nintendo випускає першу консоль восьмого покоління Wii U, наступника Wii.
- У 2013 Microsoft випускає Xbox One.
- Sony представила свою консоль нового покоління — PlayStation 4.
- На смартфонах і планшетах з'являються хіти 2000-них років.
- Стали загальнодоступними шоломи віртуальної реальності. З 2016 року для цих пристроїв стала виходити велика кількість відеоігор.

### ЗМІ
- У 2014 ігрові журнали суттєво втратили популярність.[3]
- Масова поява публічних сторінок про відеоігри у соціальних мережах.

### Індустрія
- Відомий відеоігоровий сценарист Корей Мей переходить працювати у 2K Games.
- Sony закрила Guerrilla Cambridge.
- Створення Hangar 13.